# Довговоля
Довгово́ля — село в Україні, у Володимирецькій селищній громаді Вараського району Рівненської області. Населення становить 1871 осіб.

## Історія
У 1906 році село Володимирецької волості Луцького повіту Волинської губернії. Відстань від повітового міста 94 верст, від волості 6. Дворів 112, мешканців 400.
12 червня 2020 року, відповідно до розпорядження Кабінету Міністрів України № 722-р від «Про визначення адміністративних центрів та затвердження територій територіальних громад Рівненської області», увійшло до складу Володимирецької селищної громади.
19 липня 2020 року, в результаті адміністративно-територіальної реформи та ліквідації Володимирецького району, село увійшло до складу Вараського району.

## Населення
За переписом населення 2001 року в селі мешкало 1 855 осіб.

### Мова
Розподіл населення за рідною мовою за даними перепису 2001 року:
| Мова       | Відсоток |
| ---------- | -------- |
| українська | 99,41 %  |
| російська  | 0,43 %   |
| молдовська | 0,05 %   |
| словацька  | 0,05 %   |
| циганська  | 0,05 %   |

## Історія бібліотеки
У далекі післявоєнні часи бібліотеки як такої не було. На той час не кожен самий багатий селянин мав книгу, тому-то головним розповсюджувачем інформації були газети. Згодом влада по селах побудувала школи а разом з тим була відчутна потреба у бібліотеці, у книзі. При школі і функціонували невеличкі бібліотеки, якщо можна так сказати, які налічували всього декілька екземплярів книг. Ці книги перечитувались по декілька разів, вечорами при лампах у хаті-читальні, яка розміщена була на старому селі, де збиралися люди на вечорниці і разом з тим послухати мудре слово.
Приблизно у 1952—1953 роках у селі було збудовано клуб із стареньких дерев'яних хат, при якому і відкрили офіційно бібліотеку. За деякий проміжок часу приблизно до 1960 року бібліотека мала досить великий фонд, щоб задовольнити запити читачів. Тут уже проводились вечори відпочинку, бесіди і різні заходи. Працювали на той час бібліотекарями Гошта Марія, Ясинська Любов.
Приблизно у 1962 році було збудовано нове приміщення сільського клубу, тоді ж і перенесли бібліотеку в нове приміщення. У грудні 1966 року у сільську бібліотеку прийшла на роботу Пешко Ірина Іванівна. На посаду бібліотекаря Ірина Іванівна прийшла після закінчення школи. Але в 1970 році закінчила заочний відділ бібліотечної справи Дубенського училища культури. За весь період з 1966 по 2000 р.,за виключенням відпусток по догляду за дітьми, на час яких заміняли такі бібліотекарі: Козодой Катерина, Токарська Галина, Гошта Тетяна і у 1981—1982 р. З 2000 по 2002 рік посаду бібліотекаря займала Сюська Наталія Вікторівна.
З 2002 року і по даний час працює Капарчук Людмила Сергіївна.